# Shabab
Shabāb (farsi شباب) è una città dello shahrestān di Shirvan va Chardaval, circoscrizione Centrale, nella provincia di Ilam, in Iran. Aveva, nel 2006, una popolazione di 3.363 abitanti.